# Tuffik Mattar
Tuffik Mattar (Iacanga, 16 de novembro de 1921 – São Paulo, 24 de novembro de 2012) foi um médico sanitarista e engenheiro químico brasileiro.

## Biografia

### Juventude
Tuffik Mattar era filho de Jamil e Zaquia Mery Mattar — ambos de origem líbanesa. De Iacanga mudou-se para Ourinhos e depois para São Paulo, onde cursou o ginásio, em regime de internato, no Colégio das Bandeiras.

### Vida profissional
Formou-se em Medicina, no ano de 1949, pela Universidade Federal Fluminense, no Rio de Janeiro. Lá, iniciou sua carreira profissional e casou-se com Dra. Elisabete de Oliveira Mattar.
Dr. Tuffik Mattar foi engenheiro químico e sanitarista, médico do Ministério da Saúde e da prefeitura de São Paulo. Devido a sua vivacidade e sua preocupação com a qualidade de vida dos mais idosos, fundou a primeira entidade brasileira dedicada a estudos de geriatria, em 1958, no Rio de Janeiro.
Foi cardiologista, especialista em clínica médica, além de ter sido também cônsul interino da Jordânia e sua esposa Dra. Elisabete de Oliveira Mattar, consulesa, membro da ONU e especialista em imunologia e geriatria sendo presidente da associação Paulista de Geriatria. Além de todas as suas principais atividades, promoveu diversos eventos e cursos no país e no exterior, frequentemente contando com a participação de renomados cientistas e professores. Foi também autor de diversas obras literárias e mais de 80 trabalhos científicos, como artigos e publicações, em congressos e seminários. Foi homenageado por dezenas de câmaras municipais e legislativos estaduais e recebeu inúmeras condecorações e títulos honoríficos.
Tuffik Mattar exerceu a Medicina em sua clínica em São Paulo até o ano de 2010, e são inúmeras as personalidades de grande expressão nacional que, além de clientes, tornaram-se companhias de apreço. Entre as personalidades que se consultavam com ele estão presentes Silvio Santos, Juscelino Kubitschek, Leonel Brizola, Jânio Quadros, Paulo Maluf, Moacir Franco, Dr. Almino Afonso, Orestes Quércia, Luis Carlos Prestes, João Abujamra, Wadih Helu, Romeu Chap Chap, dentre outros.

## Condecoração
Foi presidente da Associação Paulista de Geriatria e Gerontologia e condecorado pelo governo brasileiro como cavalheiro da ordem do mérito médico pelos serviços prestados ao país, no governo Juscelino Kubitschek.

## Falecimento
Aos 91 anos de idade, em sua residência no dia 24 de novembro de 2012. Em 13 de fevereiro de 2013 foi aprovado na Assembleia Legislativa do Estado de São Paulo, o projeto de lei 303, de 2013, de autoria do deputado Antônio Salim Curiati, o qual denominou de “Dr. Tuffik Mattar” o túnel localizado na pista ascendente da Rodovia dos Imigrantes - SP 160 (TAX-7), km 49,7, com 290 metros de comprimento, em Cubatão.